# Nymphicula nyasalis
Nymphicula nyasalis là một loài bướm đêm trong họ Crambidae.